# Barley wine

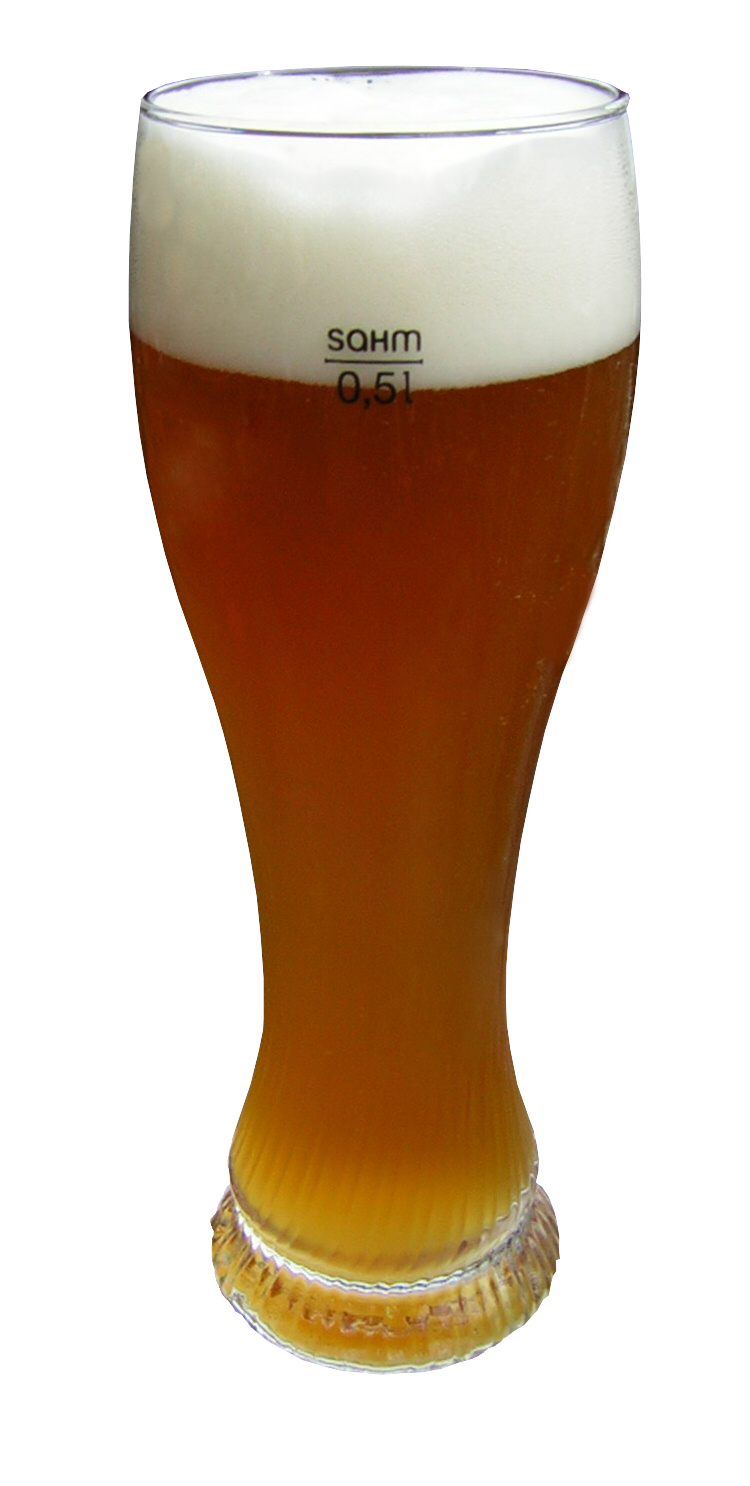

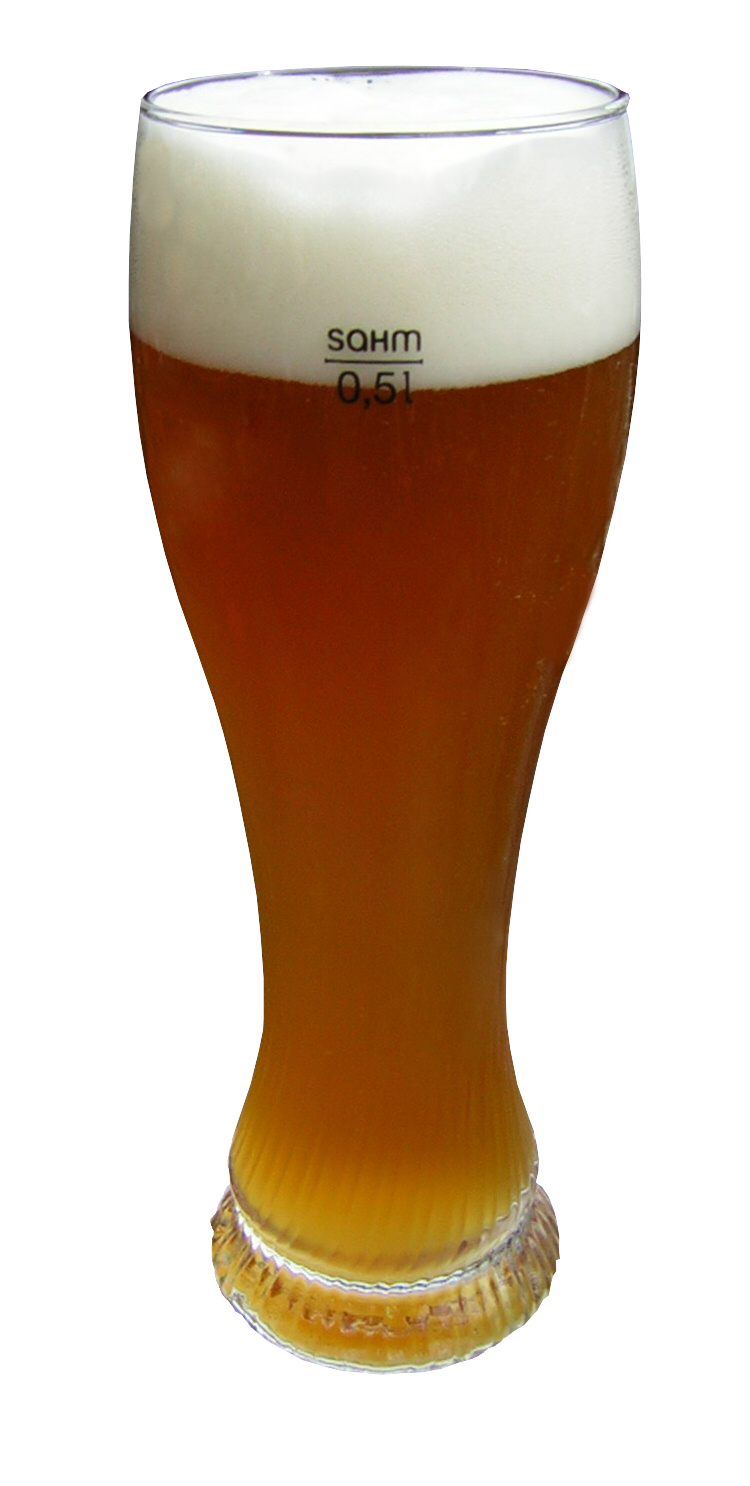

Barley wine (literalmente vinho de cevada) ou Barleywine é um estilo de cerveja do tipo strong ale originado na Inglaterra.

## História
Na Grécia Antiga foi conhecida como "κρίθινος οἶνος" (krithinos oinos), "vinho de cevada" sendo mencionada dentre outros pelo historiador grego Xenofonte em sua obra Anábase e Políbio em sua obra As Histórias, onde menciona que faecianos mantinham o barleywine em crateras de prata e ouro. Esse barley wine seria muito diferente dos exemplos modernos uma vez que sua menção antecede o uso do lúpulo (um componente-chave nos barleywines modernos) por vários séculos.
A primeira cerveja comercializada como barley wine foi a Bass No. 1 Ale, ca. 1870.

## Características
O barleywine normalmente atinge um teor alcoólico de 8 a 12% em volume e é fabricado a partir de mosto de alta densidade até 1.120. O uso da palavra wine (vinho) é devido ao seu teor alcoólico semelhante a um vinho; mas, uma vez que é feito a partir de grãos (malte) em vez de frutas, ele é, de fato, uma cerveja.